# Tate Stevens
 (mai 2013).
Stephen "Tater" Eatinger ou Tate Stevens est un chanteur américain de musique country, ayant remporté la deuxième saison du télé-crochet américain The X Factor à l'âge de 37 ans.

## Performances lors deThe X Factor
| Show           | Thème                         | Chanson                        | Artiste         | Ordre | Résultat                  |
| -------------- | ----------------------------- | ------------------------------ | --------------- | ----- | ------------------------- |
| Audition       | Choix libre                   | Anything Goes                  | Randy Houser    | NC    | Through to bootcamp       |
| Bootcamp 1     | Solo performance              | Not aired                      | Not aired       | NC    | Through to bootcamp 2     |
| Bootcamp 2     | Duo                           | Nobody Knows avec Willie Jones | Tony Rich       | NC    | Through to judges' houses |
| Judges' houses | Choix libre                   | Back at One                    | Brian McKnight  | NC    | Through to live shows     |
| Live show 1    | Made in America               | Tough                          | Craig Morgan    | 10    | Sauvé par L.A. Reid       |
| Live show 2    | Chansons de films             | Wanted Dead or Alive           | Bon Jovi        | 7     | Safe (1st)                |
| Live show 3    | Divas                         | From This Moment On            | Shania Twain    | 2     | Safe (1st)                |
| Live show 4    | Thanksgiving                  | I'm Already There              | Lonestar        | 1     | Safe (2nd)                |
| Live show 5    | Number-ones                   | Somebody Like You              | Keith Urban     | 6     | Safe (2nd)                |
| Live show 6    | Unplugged songs               | Living on a Prayer             | Bon Jovi        | 6     | Safe (1st)                |
| Live show 6    | Pepsi Challenge songs         | If Tomorrow Never Comes        | Garth Brooks    | 12    | Safe (1st)                |
| Demi-finale    | Contestant's choice           | Bonfire                        | Craig Morgan    | 1     | Safe                      |
| Demi-finale    | Songs to get you to the final | Fall                           | Clay Walker     | 5     | Safe                      |
| Finale         | Favorite performance          | Anything Goes                  | Randy Houser    | 2     | Winner (1st)              |
| Finale         | Duo de célébrité              | Pontoon avec Little Big Town   | Little Big Town | 5     | Winner (1st)              |
| Finale         | Winner's song                 | Tomorrow                       | Chris Young     | 8     | Winner (1st)              |
| Finale         | Christmas songs               | Please Come Home for Christmas | Charles Brown   | 1     | Winner (1st)              |

## Discographie

### Albums
| Titre        | Détails                                                                                   |
| ------------ | ----------------------------------------------------------------------------------------- |
| Tate Stevens | - Release date: April 23, 2013 - Label: Syco, RCA Nashville - Formats: CD, music download |

### Singles
| Année | Single                  | Peak chart positions | Album        |
| Année | Single                  | US Country Airplay   | Album        |
| ----- | ----------------------- | -------------------- | ------------ |
| 2013  | "Power of a Love Song"A | 53                   | Tate Stevens |

- ACurrent single.

### Autres
| Année | Single                     | Peak positions | Album        |
| Année | Single                     | US Country     | Album        |
| ----- | -------------------------- | -------------- | ------------ |
| 2013  | "Holler If You're with Me" | 50             | Tate Stevens |